# Iraq ai Giochi della XXVIII Olimpiade
L'Iraq partecipò ai Giochi della XXVIII Olimpiade, svoltisi ad Atene, Grecia, dal 13 al 29 agosto 2004, con una delegazione di 25 atleti impegnati in sette discipline.

## Delegazione
| Sport             | Uomini | Donne | Totale |
| ----------------- | ------ | ----- | ------ |
| Atletica leggera  | 1      | 1     | 2      |
| Calcio            | 18     | -     | 18     |
| Judo              | 1      | -     | 1      |
| Nuoto             | 1      | -     | 1      |
| Pugilato          | 1      | -     | 1      |
| Sollevamento pesi | 1      | -     | 1      |
| Taekwondo         | 1      | -     | 1      |
| Totale            | 13     | 7     | 20     |

## Risultati

### Atletica leggera
| Q | Qualificato al turno successivo per la Classifica in qualificazione                                                          |
| q | Qualificato per il turno successivo per ripescaggio o, negli eventi su campo, conquistando la misura minima per qualificarsi |

Maschile
Eventi su pista e strada
| Atleta     | Evento         | Batteria  | Batteria   | Semifinale      | Semifinale      | Finale          | Finale          |
| Atleta     | Evento         | Risultato | Classifica | Risultato       | Classifica      | Risultato       | Classifica      |
| ---------- | -------------- | --------- | ---------- | --------------- | --------------- | --------------- | --------------- |
| Alaa Motar | 400 m ostacoli | 51"97     | 6º         | non qualificato | non qualificato | non qualificato | non qualificato |

Femminile
Eventi su pista e strada
| Atleta      | Evento      | Batteria  | Batteria   | Quarti di finale | Quarti di finale | Semifinale      | Semifinale      | Finale          | Finale          |
| Atleta      | Evento      | Risultato | Classifica | Risultato        | Classifica       | Risultato       | Classifica      | Risultato       | Classifica      |
| ----------- | ----------- | --------- | ---------- | ---------------- | ---------------- | --------------- | --------------- | --------------- | --------------- |
| Alaa Hikmat | 100 m piani | 12"70     | 6ª         | non qualificata  | non qualificata  | non qualificata | non qualificata | non qualificata | non qualificata |

### Calcio
| Squadra            | Torneo   | Girone               | Girone               | Girone               | Girone | Quarti               | Semifinali           | Finale / FB          | Pos. |
| Squadra            | Torneo   | Avversario Risultato | Avversario Risultato | Avversario Risultato | Pos.   | Avversario Risultato | Avversario Risultato | Avversario Risultato | Pos. |
| ------------------ | -------- | -------------------- | -------------------- | -------------------- | ------ | -------------------- | -------------------- | -------------------- | ---- |
| Nazionale maschile | Maschile | Portogallo V 4–2     | Costa Rica V 2–0     | Marocco P 2–1        | 1ª Q   | Australia V 1–0      | Paraguay P 1–3       | Italia P 0–1         | 4ª   |

### Judo
Maschile
| Atleta       | Evento  | Preliminari          | 16-esimi                      | Ottavi               | Quarti               | Semifinali           | Ripescaggio          | Finale               | Pos.            |                 |
| Atleta       | Evento  | Avversario Punteggio | Avversario Punteggio          | Avversario Punteggio | Avversario Punteggio | Avversario Punteggio | Avversario Punteggio | Avversario Punteggio | Pos.            |                 |
| ------------ | ------- | -------------------- | ----------------------------- | -------------------- | -------------------- | -------------------- | -------------------- | -------------------- | --------------- | --------------- |
| Hadir Lazame | +100 kg | Bye                  | İhsanğaliev (KAZ) P 0000–1000 | non qualificato      | non qualificato      | non qualificato      | non qualificato      | non qualificato      | non qualificato | non qualificato |

### Nuoto
Maschile
| Atleta         | Evento             | Batteria  | Batteria   | Semifinale      | Semifinale      | Finale          | Finale          |
| Atleta         | Evento             | Risultato | Classifica | Risultato       | Classifica      | Risultato       | Classifica      |
| -------------- | ------------------ | --------- | ---------- | --------------- | --------------- | --------------- | --------------- |
| Mohammed Abbas | 100 m stile libero | 56"81     | 63º        | non qualificato | non qualificato | non qualificato | non qualificato |

### Pugilato
Maschile
| Atleta    | Evento             | 16-esimi             | Ottavi                   | Quarti               | Semifinali           | Finale               | Pos.            |
| Atleta    | Evento             | Avversario Punteggio | Avversario Punteggio     | Avversario Punteggio | Avversario Punteggio | Avversario Punteggio | Pos.            |
| --------- | ------------------ | -------------------- | ------------------------ | -------------------- | -------------------- | -------------------- | --------------- |
| Najah Ali | Pesi mosca leggeri | Kwak Hj (PRK) V 21–7 | Nalbandyan (ARM) P 11–24 | non qualificato      | non qualificato      | non qualificato      | non qualificato |

### Sollevamento pesi
Maschile
| Atleta               | Evento          | Strappo   | Strappo    | Slancio   | Slancio    | Totale | Classifica |
| Atleta               | Evento          | Risultato | Classifica | Risultato | Classifica | Totale | Classifica |
| -------------------- | --------------- | --------- | ---------- | --------- | ---------- | ------ | ---------- |
| Mohammed Abdul-Monem | −56 kg maschile | 120       | 7º         | 135       | 10º        | 255    | 10º        |

### Taekwondo
Maschile
| Atleta       | Evento | Ottavi               | Quarti               | Semifinali           | Ripescaggio 1        | Ripescaggio 2        | Finale / FB          | Pos. |
| Atleta       | Evento | Avversario Punteggio | Avversario Punteggio | Avversario Punteggio | Avversario Punteggio | Avversario Punteggio | Avversario Punteggio | Pos. |
| ------------ | ------ | -------------------- | -------------------- | -------------------- | -------------------- | -------------------- | -------------------- | ---- |
| Raid Rasheed | -80 kg | López (USA) P 0–12   | non qualificato      | non qualificato      | Estrada (MEX) P WO   | non qualificato      | non qualificato      | 7º   |